# Мутубис
Мутубис или Метубис (араб. مطوبس‎), ранее Нетубис (араб. نطوبس‎) и Нетубис Аль-Румман (араб. نطوبس الرمان‎)— город на севере Египта, расположенный на территории мухафазы Кафр-эш-Шейх.

## Географическое положение
Город находится в западной части мухафазы, в западной части дельты Нила, на правом берегу Розеттского рукава, на расстоянии приблизительно 42 километров к северо-западу от Кафр-эш-Шейха, административного центра провинции. Абсолютная высота — 12 метров над уровнем моря.

## Демография
По данным переписи 2006 года численность населения Мутубиса составляла 29 428 человек.
Динамика численности населения города по годам:
| 1996   | 2006   | 2018   |
| ------ | ------ | ------ |
| 24 550 | 29 428 | 41 106 |

## Транспорт
Ближайший гражданский аэропорт расположен в городе Александрия.